# Boženy Němcové
Boženy Němcové je ulice v Praze 2, která spojuje ulice Legerova a Ke Karlovu. Je orientována ze západu na východ. Měří asi 155 metrů. Je několikrát přerušena a je různě průjezdná.

## Průběh
Ulice začíná u vstupu do parku Ztracenka. V těchto místech ale není veřejně přístupná, protože až po ulici Ke Karlovu je za bránou areálu Matematicko-fyzikální fakulty Univerzity Karlovy. Její budova se nachází nalevo, napravo se pak nachází původní novoměstské opevnění a dále Policejní muzeum. Od ulice Ke Karlovu po ulici Sokolská je oboustranně průjezdná, do ulice Sokolská však nevstupuje, ale pokračuje ulicí Horská. Nalevo se nachází budova Dětské nemocnice, napravo park Na Karlově. Ulice v tomto úseku propojuje ulici Ke Karlovu, přicházející zleva a ulici Horskou, pokračující vpravo. Tyto dvě ulice jsou na Boženy Němcové kolmé.
Další úsek ulice je mezi Sokolskou a Legerovou. Zde je ulice jednostranně průjezdná od Sokolské po Legerovu. Nalevo se nachází domy. Mimo jiné budova Vojenských staveb (číslo orientační 5); napravo parkoviště a park Karlovské předmostí.
Za ulicí Legerova rovně pokračuje ulice Lublaňská, s Legerovou však není spojena.

## Historie
Ulice vznikla v roce 1896 a od té doby nese název po české spisovatelce 19. století Boženě Němcové.